# بيل كريستيان
بيل كريستيان (بالإنجليزية: Bill Christian)‏ هو لاعب هوكي الجليد أمريكي، ولد في 28 يناير 1938 في وورود في الولايات المتحدة.

## وصلات خارجية
- بيل كريستيان على موقع EliteProspects.com (الإنجليزية)
- بيل كريستيان على موقع HockeyDB.com (الإنجليزية)
- بيل كريستيان على موقع اللجنة الأولمبية الدولية (الإنجليزية)
- بيل كريستيان على موقع أوليمبيديا (الإنجليزية)